# Веженка (станция)
Ве́женка — железнодорожная станция Московской железной дороги в деревне Веженка Белевском района Тульской области на однопутной неэлектрифицированной линии Козельск — Белёв — Горбачёво.
Пассажирского движения нет.
Грузовое движение исчезающее.
На станции остался лишь один путь. Платформа полуразрушена и в запустении.